# Gonzenheim
Gonzenheim ist ein Stadtteil und Ortsbezirk der Stadt Bad Homburg vor der Höhe im Hochtaunuskreis in Hessen. Der Stadtteil befindet sich in der Gemarkung der früheren Gemeinde. 

## Geschichte

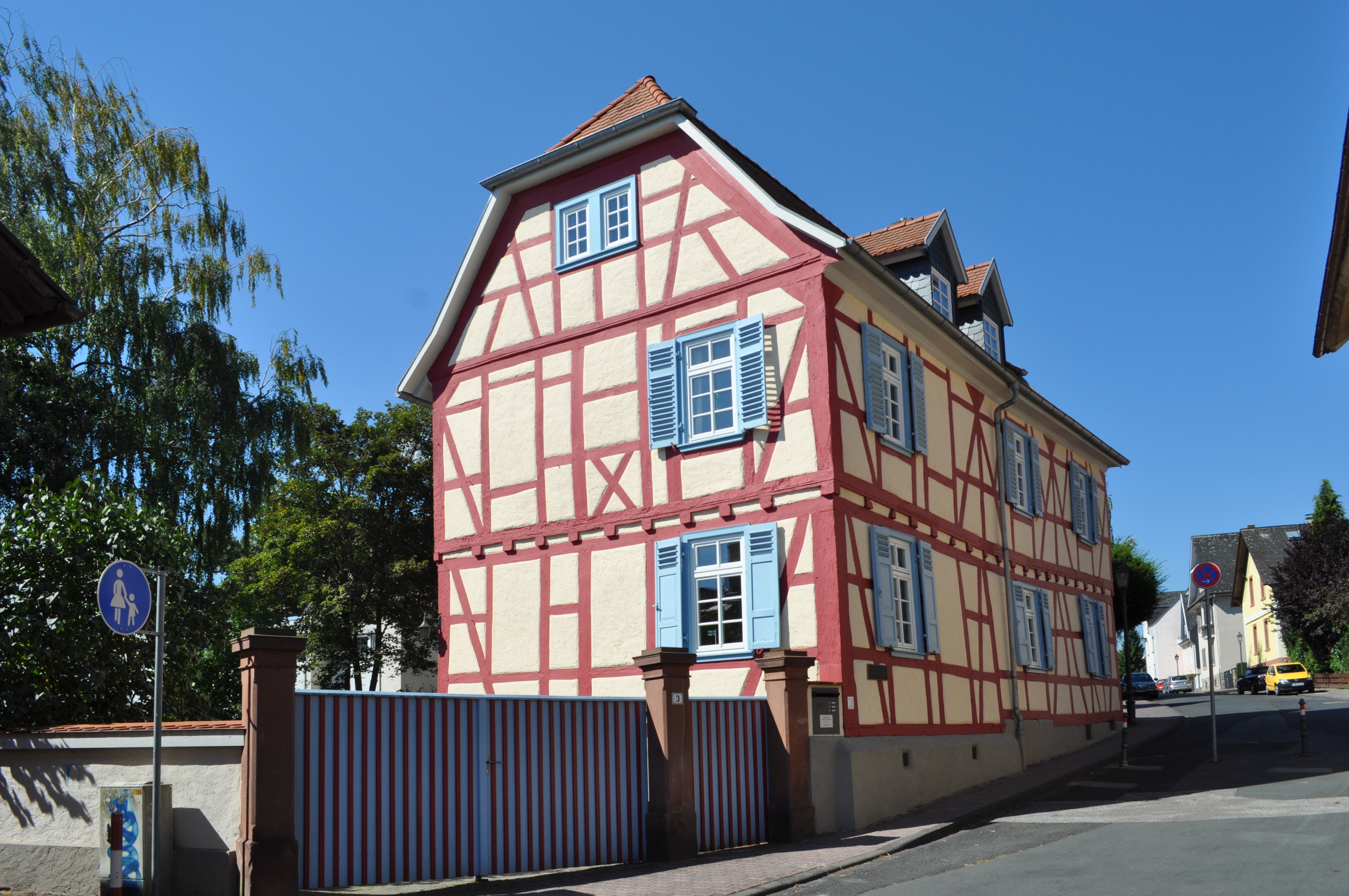
Altes Pfarrhaus von 1728

Der Ortsname Gonzenheim stammt von dem fränkischen Personennamen „Gonzo“ oder „Gunzo“ mit der Nachsilbe -heim. Seit der Eingemeindung von 1937 wird die Einwohnerzahl des Stadtteils nicht gesondert veröffentlicht. Nach Schätzungen dürften von den 38.921 Einwohnern der Kernstadt (Stand 31. Dezember 2008) etwa 7000–8000 Einwohner auf den im Wesentlichen durch die Bahnlinie Bad Homburg–Friedrichsdorf nach Norden abgegrenzten Stadtteil entfallen.
Zahlreiche archäologische Funde weisen Ansiedlungen in der Gemarkung des heutigen Gonzenheim schon in vor- und frühgeschichtlicher Zeit nach. Jungsteinzeitliche Überreste wie solche aus der Bronze- und der Hallstattzeit sind ebenso vertreten wie römische Spuren in Form von Villae rusticae. Ebenso gibt es Funde von alemannischen wie fränkischen Grabbeigaben aus Ausgrabungen auf der Flur „Am Schützbrett“, die heute im Archiv der Saalburg lagern.
Für die Annahme, die erste urkundliche Erwähnung Gonzenheims habe 1270 in dem „Eppsteinschen Lehensbuch“ stattgefunden, spricht lediglich die Nennung des Heinricus de Guncenheim im „Lehensverzeichnis Gottfrieds III. von Eppstein Nr. 283“. Er könnte aber ebenso gut aus Gonsenheim bei Mainz stammen, wo es eine Ministerialenfamilie dieses Namens gab. Hinsichtlich des in anderen Urkunden genannten „Dinghofs zu Guntzenheim“ lässt sich ebenfalls nicht entscheiden, ob er in Gonsenheim bei Mainz oder in Gonzenheim bei Bad Homburg gelegen hat. Es besteht allerdings auch die Möglichkeit, dass es in beiden Siedlungen einen solchen „Dinghof“ gab.
Die erste unbestritten auf Gonzenheim bezogene Erwähnung des Ortes erfolgt in einer Urkunde vom 5. Juni 1367 über eine Vereinbarung des Heinrich Fryß von Homburg und seines Sohnes Hermann mit Wilhelm von Homburg und dessen Frau. In dieser Urkunde werden Äcker und Wiesen genannt, die teils in der Ober-Eschbacher und teils in der Gonzenheimer Gemarkung lagen und als Pfand eingesetzt wurden: „vorgenant undirpand sint gelegen in der termenyen der dorffe ober Eschbach unde Guncinheym“.
In den Jahren 1525 bis 1527 wurde das bis dahin katholische Gonzenheim protestantisch. Wie viele andere Ortschaften im Rhein-Main-Gebiet auch wurde Gonzenheim im Jahre 1866 preußisch. Im Jahre 1937 erfolgte die Eingemeindung nach Bad Homburg. Seitdem ist Gonzenheim ein Stadtteil Bad Homburgs. Aufgrund der vielen Flüchtlinge, die nach dem Krieg nach Bad Homburg kamen, erhielt der Stadtteil Gonzenheim im Jahre 1953 dann auch wieder eine katholische Kirche, die Heilig-Kreuz-Kirche.

## Politik
Für den Stadtteil Gonzenheim besteht ein Ortsbezirk mit Ortsbeirat und Ortsvorsteher nach der Hessischen Gemeindeordnung. Der Ortsbeirat besteht aus neun Mitgliedern. Bei den Kommunalwahlen in Hessen 2021 betrug die Wahlbeteiligung zum Ortsbeirat Gonzenheim 57,96 %. Dabei wurden gewählt: drei Mitglieder der CDU, zwei Mitglieder des Bündnis 90/Die Grünen und jeweils ein Mitglied  der SPD, der FDP, der „Bürgerliste Bad Homburg“ (BLB) und der Liste „Peter für Bad Homburg“ (PfB). Der Ortsbeirat wählte Karl-Alexander Rastädter (CDU) zum Ortsvorsteher.

## Wirtschaft und Verkehr
Sowohl der wichtigste Bahnhof der Stadt an der Bahnstrecke Frankfurt–Friedrichsdorf, sowie die nördliche Endhaltestelle der Anschlussstrecke A2 der U-Bahn Frankfurt befinden sich in Gonzenheim. Darüber hinaus ist der Stadtteil über den Autobahnzubringer Bad Homburg an die Bundesautobahnen 5 und 661 angeschlossen.
In Gonzenheim ist inzwischen bedingt durch die verkehrsgünstige Lage und Verfügbarkeit von Flächen das wichtigste Wirtschafts- und Verwaltungszentrum von Bad Homburg. So haben sich hier neben der Stadtverwaltung u. a. folgende Unternehmen angesiedelt:
- Fresenius
- Baloise Sachversicherung
- Maxon Computer
- Hochtaunus-Kliniken
- NTT Germany
- Telc

## Kultur und Sehenswürdigkeiten

### Kirchen

#### Evangelische Kirche

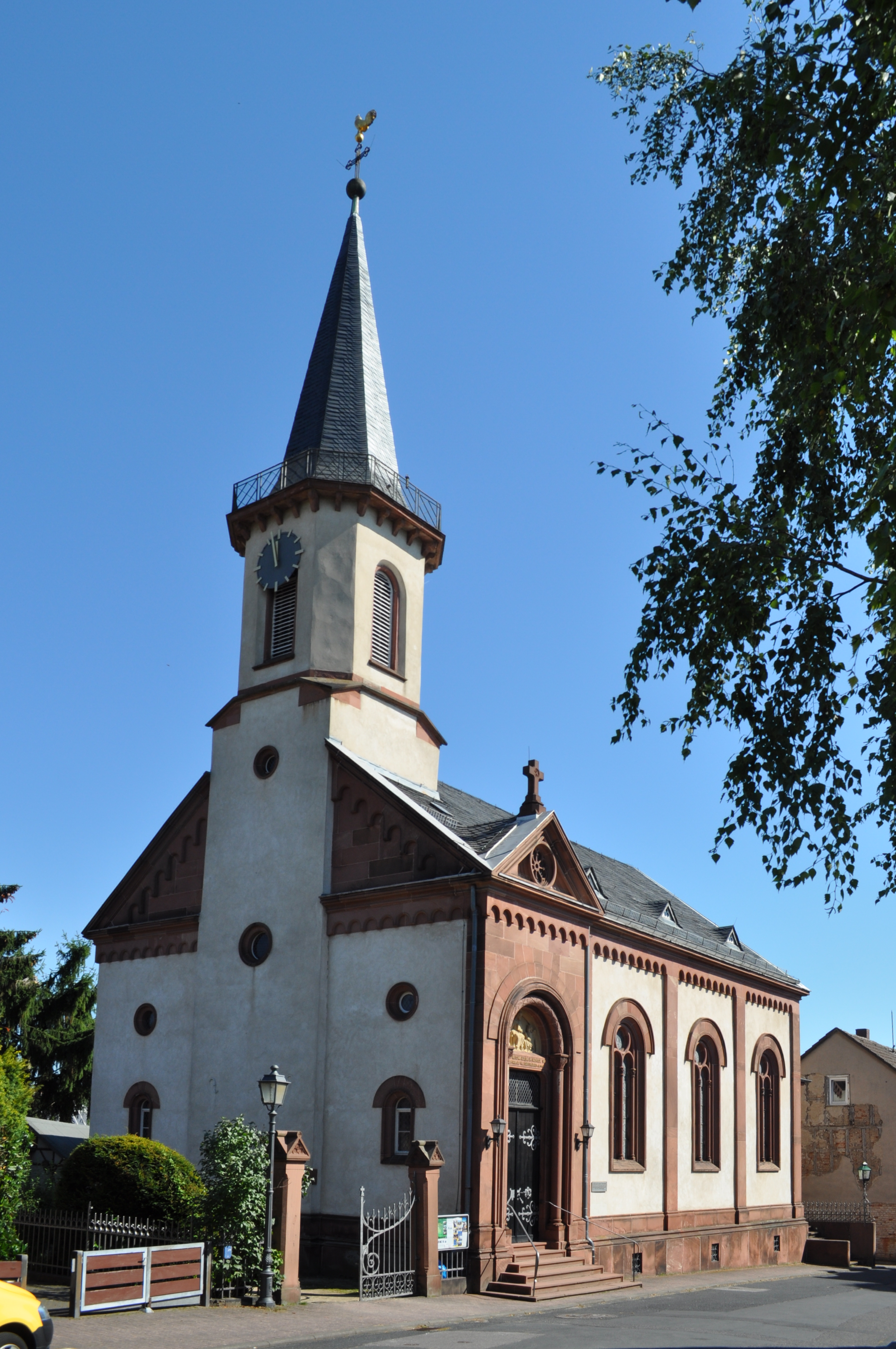
Evangelische Kirche Gonzenheim

Die evangelische Kirche in Gonzenheim geht auf eine ältere Kirche zurück, die seit dem 15. Jahrhundert auf dem Kirchberg stand. Das älteste Einrichtungsstück der heutigen Kirche ist ein vergoldeter silberner Abendmahlskelch aus dem Jahre 1575; er ist seit mindestens 1721 im Besitz der Kirchengemeinde.
Die heutige Kirche wurde im 19. Jahrhundert erbaut. Der Turm wurde in den 1850er Jahren errichtet, das Kirchenschiff am 23. Dezember 1877 eingeweiht. Architekt war Louis Jacobi. Bei der letzten Renovierung im Jahre 2001 wurde die Farbgebung aus dem 19. Jahrhundert wiederhergestellt. Die klassizistische Kassettendecke besteht aus weißen Balken, die mit Schablonenmalerei in den Farben Grün, Rot und Gelb geschmückt sind. Das Innere der Kassetten ist blau.
Gegenüber der Kirche befindet sich das moderne evangelische Gemeindezentrum. Das danebenliegende alte Pfarrhaus stammt aus dem Jahr 1728 und wird heute privat genutzt.

#### Andere Kirchen
Die katholische Heilig-Kreuz-Kirche in Gonzenheim ist eine Filialkirche der katholischen Hauptkirche von Bad Homburg, St. Marien. Die Bezuschussung der Kirche durch das Bistum Limburg ist gestrichen. Der Bestand der Kirche wird seitdem vom Förderverein Heilig Kreuz e. V. gesichert.
Die Siebenten-Tags-Adventisten verfügen über eine Kapelle in der Feldstraße, die Advent-Kapelle.

### Museum im Kitzenhof
Seit Mai 2013 existiert im Vereinshaus auch ein Heimatmuseum. Im „Museum im Kitzenhof“ werden Exponate aus der Frühgeschichte sowie zur Ortsgeschichte Gonzenheims gezeigt.

### Ellerhöhturm
Auf der nordöstlich des Bad Homburger Kurparks gelegenen Ellerhöhe steht ein im Jahr 1889 vom Bad Homburger Verschönerungsverein errichteter rund 10 Meter hoher Aussichtsturm (⊙).

## Bilder aus Gonzenheim

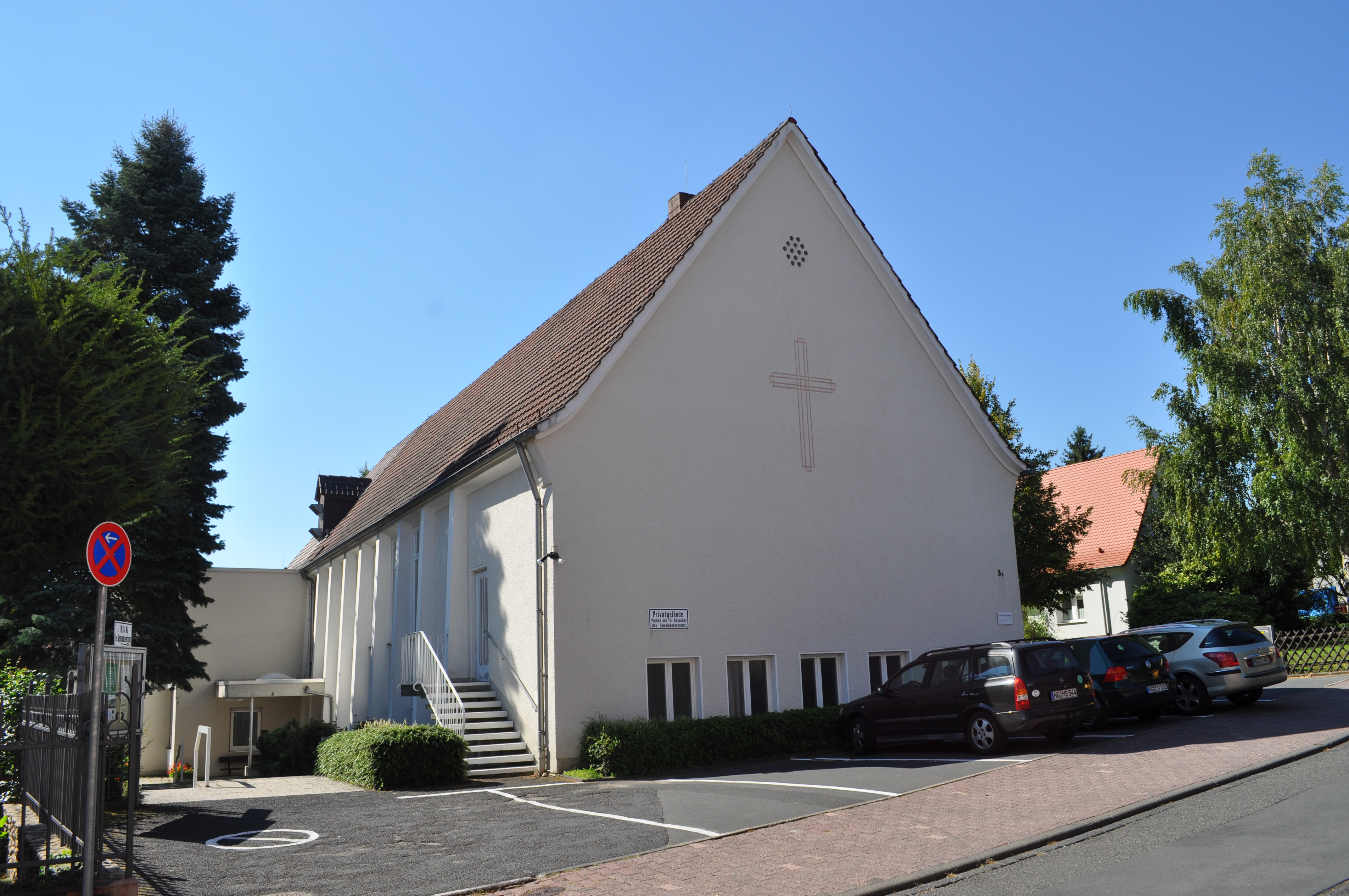
Evangelisches Gemeindezentrum
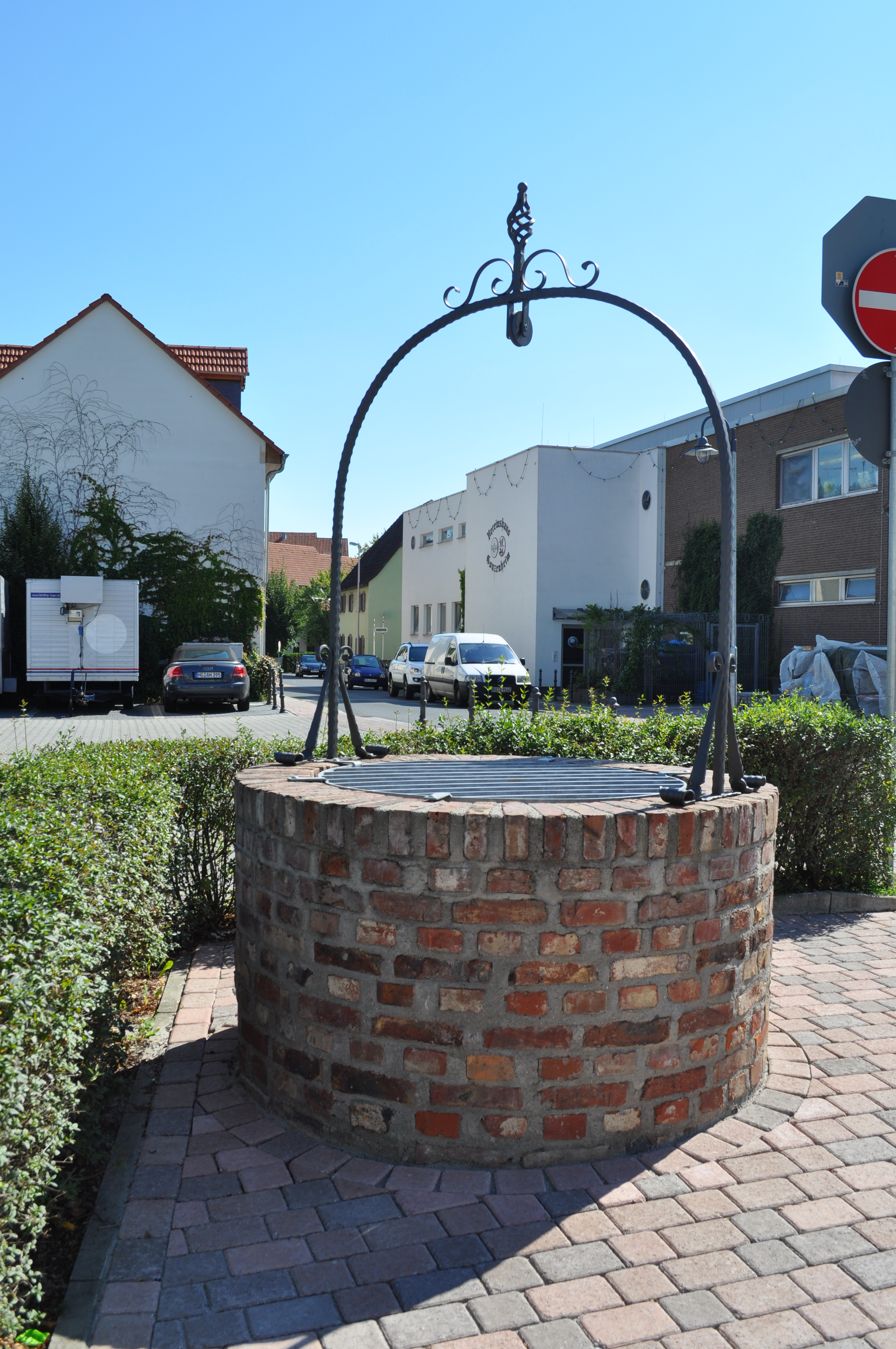
Brunnen gegenüber dem Vereinshaus
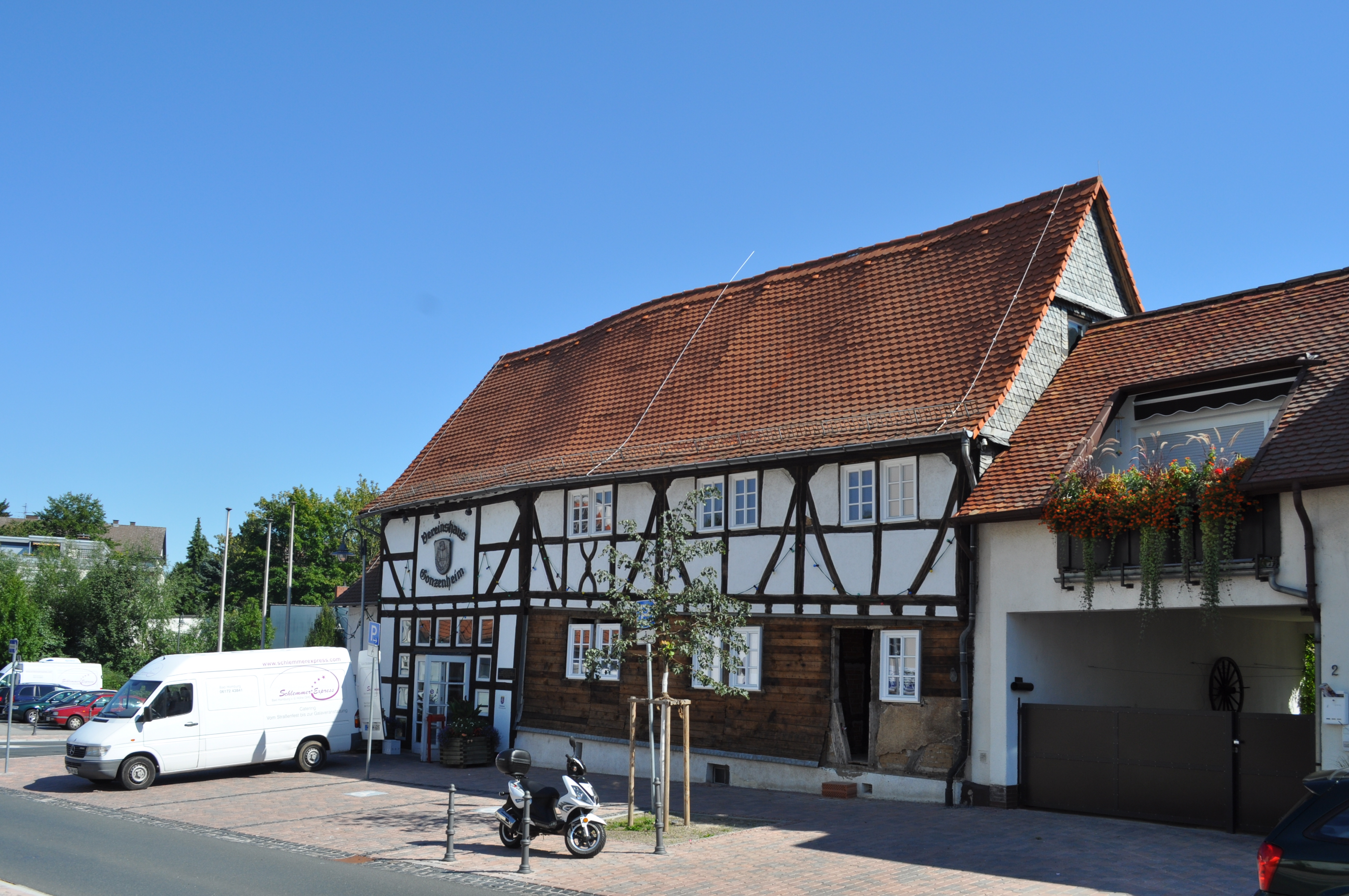
Vereinshaus und Museum
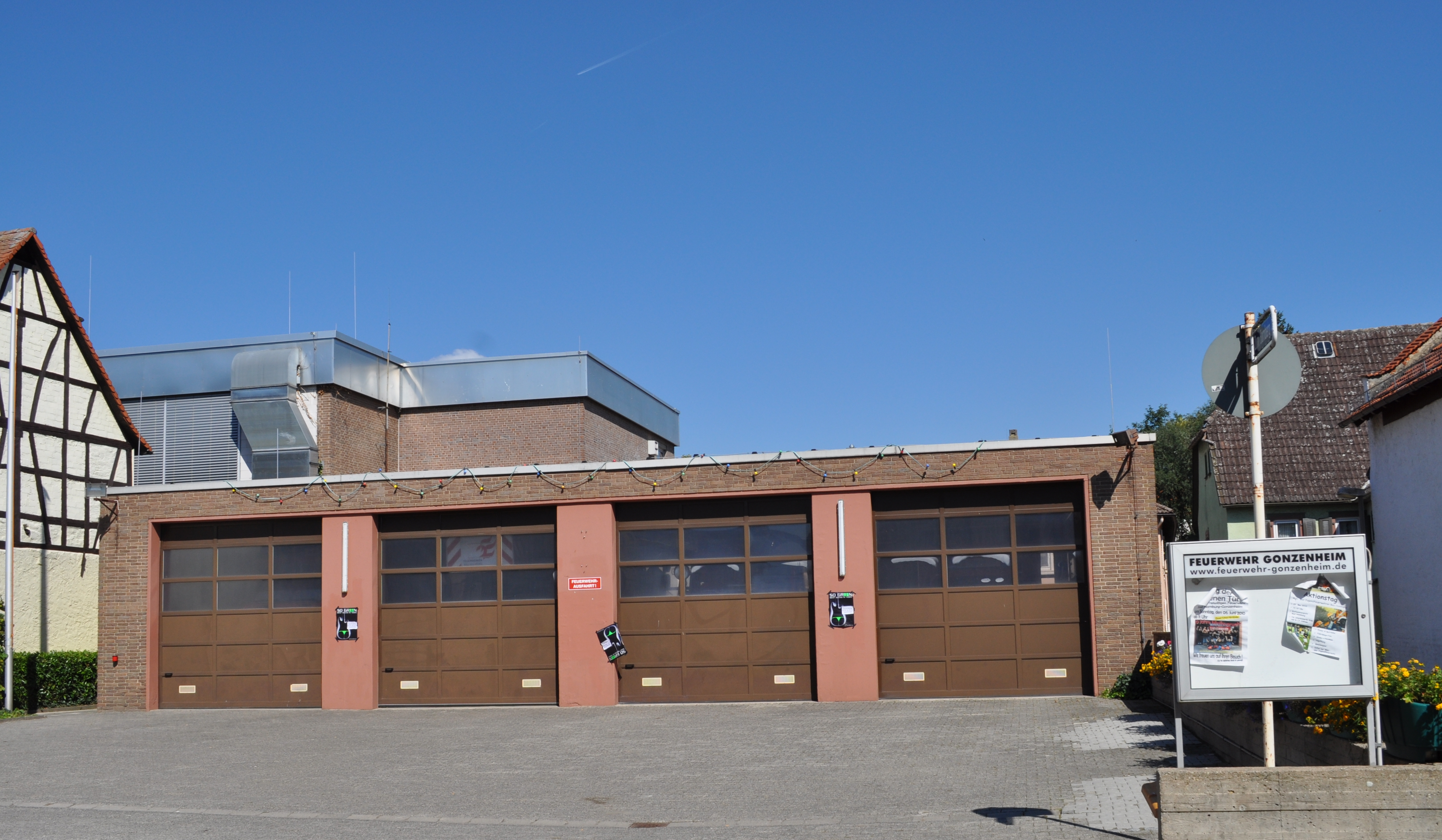
Feuerwehrhaus
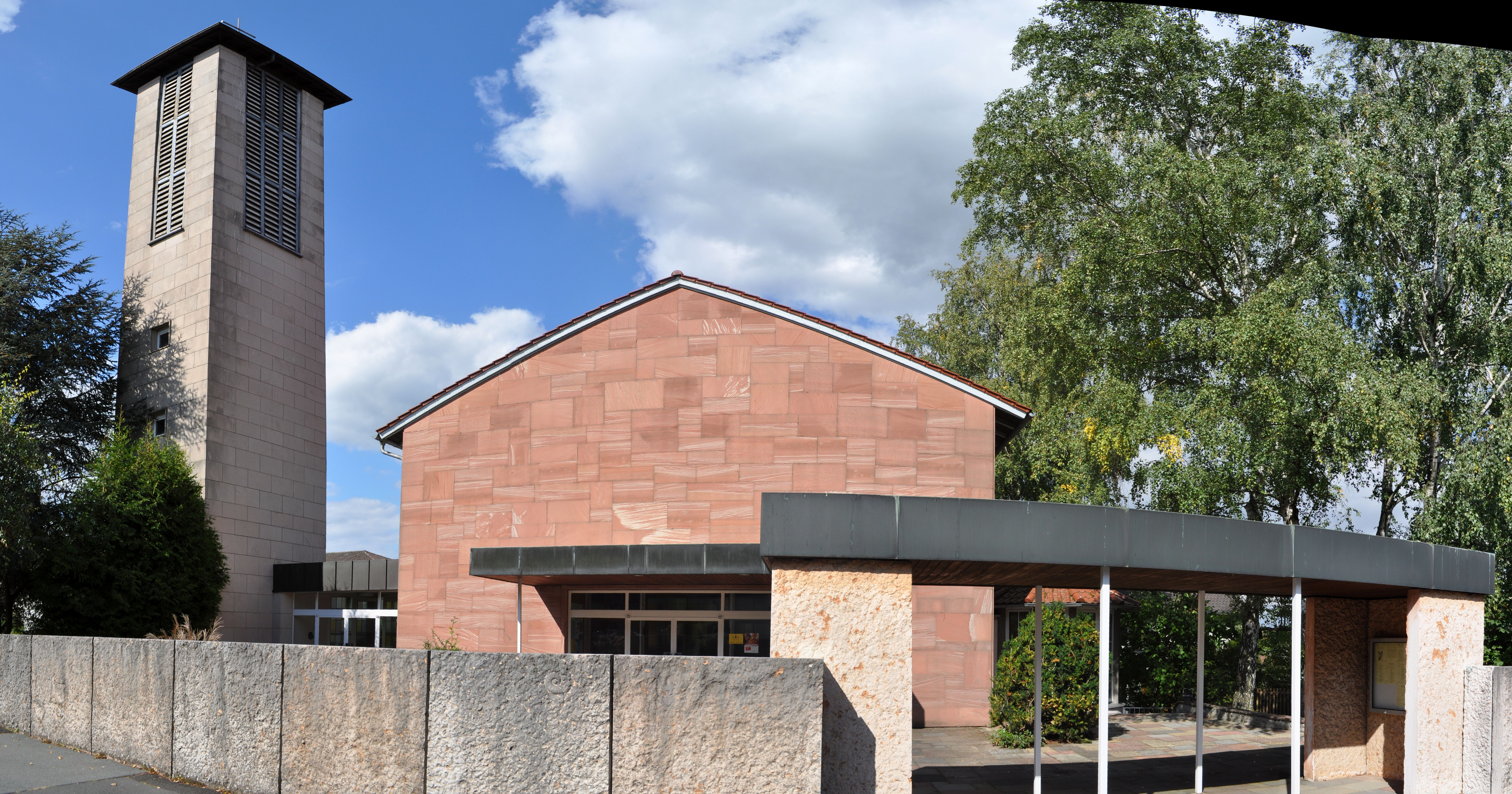
Katholische Heilig-Kreuz-Kirche
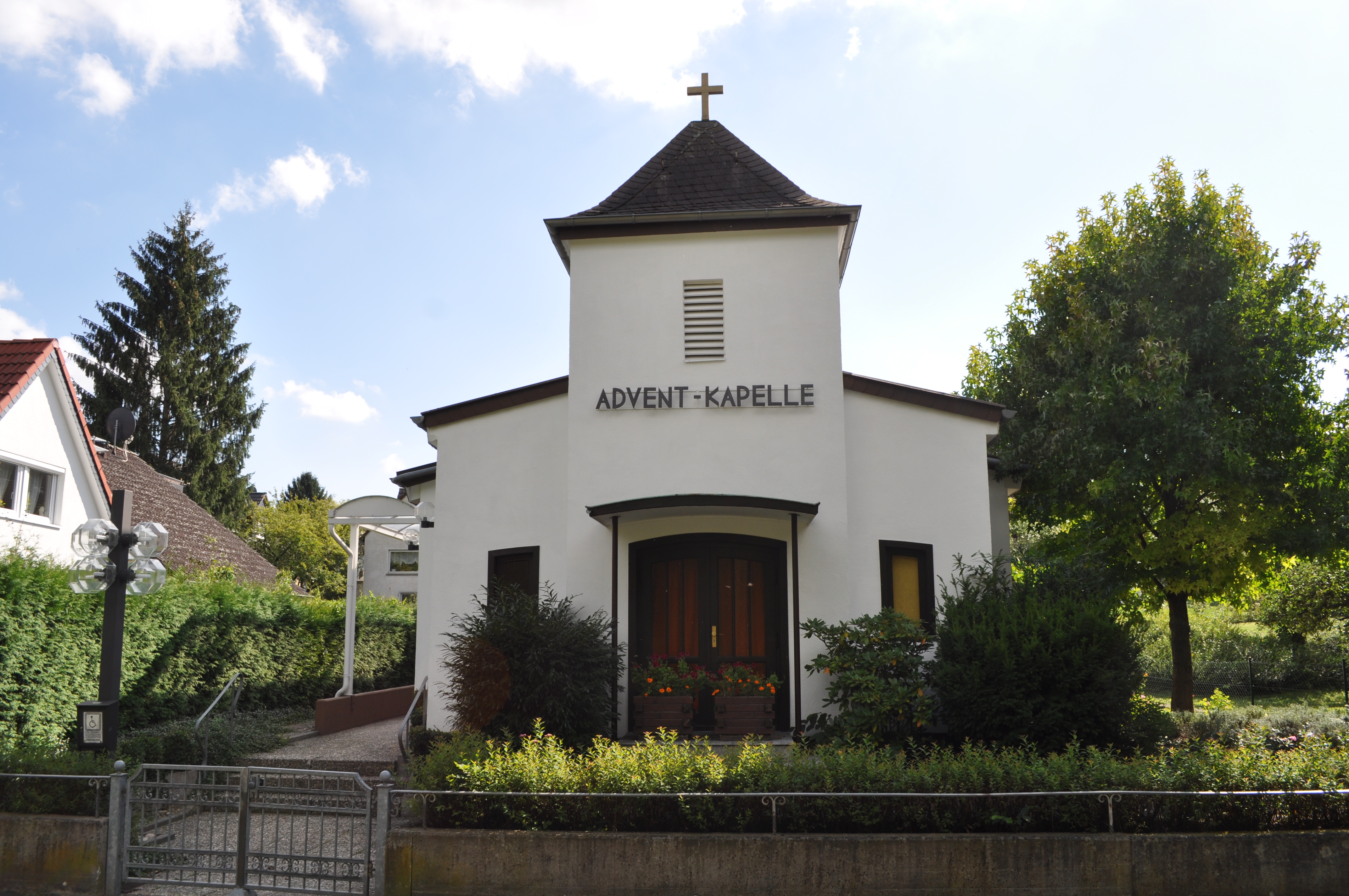
Advent-Kapelle

## Söhne und Töchter des Orts
- Fritz Bruder (1907–1991), Landwirt und Politiker (CDU)